# 島村孝三郎
島村 孝三郎（しまむら こうざぶろう、1874年（明治7年） - 1966年（昭和41年）10月24日）は日本の考古学者。南満州鉄道で大連図書館の初代館長などを務めたのちに政界で活動し、その後は東亜考古学会の幹事として戦後にいたるまで活動した。

## 生涯
高校時代は仙台の第二高等学校で過ごし、この頃からすでに『東京人類学会雑誌』などに遺跡紹介の論文を掲載している。1900年（明治33年）、東京帝国大学法科を卒業。
大学を去った後は台湾統治に関わる植民地官僚に任じられた後、1907年（明治40年）に大連に移住し南満州鉄道に入社する。入社2年目のころ、満鉄調査課の次席となった時期に岡松参太郎から図書事務の監督を命令される。その後、1918年（大正7年）1月に満鉄大連図書館の初代館長に就任し、翌年7月まで務める。当時、図書館長だけでなく参考品陳列所長を兼務しており、むしろ後者のほうに熱心な様子であった。
満鉄を退職後は政治に志す。
1926年（大正15年）に濱田耕作・原田淑人とともに東亜考古学会を設立する。東亜考古学会では幹事として活動し、満鉄やその他の会社から資金援助を得るなど学会の財政面を担当した。1944年（昭和19年）には島村が代表として朝日賞を受賞する。
戦後になると、日本の考古学者たちは「西の登呂に東のモヨロ」と呼ばれる2つの発掘調査に注目した。島村は登呂遺跡調査会の結成を斡旋し、第1次調査において会計を担当した。モヨロ貝塚の調査に対しても「異常な熱意」を見せ、発掘調査にこぎつけた。アイヌ研究、琉球研究、朝鮮研究に関心を持ち、アイヌ研究者の金田一京助・服部四郎や琉球研究者の伊波普猷・島袋盛敏、朝鮮研究者の池内宏・秋葉隆らに働きかけているしかし一方で、長田須磨の大和浜（奄美）方言の研究には反対していた。
古稀を過ぎて引退していたが、1966年（昭和41年）10月24日死去。享年92。